# Smurfin
Smurfin is een personage uit de strip- en tekenfilmreeks De Smurfen. Ze was de eerste vrouwelijke Smurf in het Smurfendorp. Later kwamen er meer vrouwelijke Smurfen bij, zoals Sassette en Oma Smurf.

## Ontstaansgeschiedenis
Smurfin maakte haar debuut in het stripverhaal De Smurfin uit 1966. Het personage werd bedacht door Peyo, die een wanhopig beroep deed op André Franquin om hem te helpen om de blonde, uiteindelijke versie ervan op papier te zetten. Gargamel wekt haar in dit verhaal tot leven en stuurt haar vervolgens naar het Smurfendorp, met als doel de Smurfen het leven zo zuur mogelijk te maken.
Gargamels formule kwam van Yvan Delporte, die samen met Peyo coauteur was van De Smurfen. De reden van Smurfins ontstaan stuitte op protest van feministen, onder wie zijn eigen vrouw. Peyo ontkende echter dat het om een statement ging, maar zei dat het verhaal in een sfeer van plezier moest worden geplaatst.
Voor het kapsel van Smurfin heeft Peyo zich mogelijk gebaseerd op de Franse actrice Mylène Demongeot.

## Fictieve biografie

### In de stripreeks
Smurfin werd in het derde Smurfenalbum De Smurfin geboetseerd en tot leven gewekt door de tovenaar Gargamel, die uit is op wraak op de Smurfen. Door van klei een Smurfin te maken wilde hij voor twist onder de Smurfen zorgen, ervan uitgaande dat alle Smurfen op haar verliefd zouden worden. Smurfin was met haar gescheurde jurk, grote neus en vettig zwart haar echter te lelijk om dit plan te doen slagen. Daarnaast was ze irritant en ze praatte ook geen Smurfs, zodat de Smurfen haar uitlachten en treiterden. Grote Smurf nam het op voor de verstoten Smurfin, door haar met behulp van zijn toverkracht een uitgekiende metamorfose te geven. Smurfin werd nu een geblondeerde en nimfachtige verschijning met een zijden jurkje, fijne pumps op hoge hakken en een verfijnd neusje. Hierdoor hielden alle Smurfen nu ineens van haar. Uiteindelijk kwam men er in het Smurfendorp achter dat ze door aartsvijand Gargamel was gestuurd, waarna ze als spionne werd berecht. Uiteindelijk besloot ze het Smurfendorp vrijwillig te verlaten vanwege de aanhoudende onrust omtrent haar aanwezigheid.
De eerste vijftien albums woont Smurfin nog op een onbekende plek buiten het Smurfendorp, maar ze komt vaker en vaker op bezoek. Uiteindelijk betrekt ze er een eigen, roze paddenstoelenhuisje, met een bloemenperkje en een hoop wasdraad voor de luiers van Babysmurf, van wie ze de verzorging op zich heeft genomen. Ze praat dan ook Smurfs, net zoals de andere Smurfen. Ze blijft vrijgezel, hoewel ze vaak oppert te willen trouwen.
In De Grote Smurfin is ze tijdelijk aangeduid als vervanger voor Grote Smurf.

### In de tekenfilmserie
In haar debuutverhaal haalt Smurfin een van de andere Smurfen over om de sluis van de dam te openen, met als gevolg dat het hele Smurfendorp overstroomt. In het oorspronkelijke stripverhaal is ze dan al getransformeerd tot een blondine, in de Amerikaanse tekenfilmserie heeft ze dan nog steeds het uiterlijk dat haar door Gargamel is aangemeten. Pas daarna zal ze door Grote Smurf worden bijgeschaafd.
In de tekenfilm heeft Smurfin bovendien contact met Gargamel via een toverspiegel. In de tekenfilmreeks probeert Gargamel Smurfin soms te betoveren om haar gemeen te maken. Dit gebeurt onder andere in De Smurfen in vuur en vlam en De Smurfe kleurenbril. In De slechte Smurfin betovert Gargamel haar waardoor ze weer haar oorspronkelijke uiterlijk en karakter krijgt. In de tekenfilmreeks is Smurfin na haar debuut meteen een permanente inwoonster van het Smurfendorp, wat in de stripreeks pas later gebeurt.
In de Nederlandse tekenfilmversie werd haar stem eerst gedaan door Corry van der Linden en later door Lucie de Lange.

## Cameo in Jommeke
In het Jommeke-verhaal De plasticjagers uit 2020 (album 300) is Smurfin te zien als opruimer van zeeafval. Jommeke-tekenaar Philippe Delzenne was voorheen tekenaar voor de Smurfen.

## In andere talen
- Duits: Schlumpfine
- Engels: Smurfette
- Frans: la Schtroumpfette
- Hebreeuws: Dardasiet (דרדסית)
- Spaans: Pitufina
- Turks: Şirine

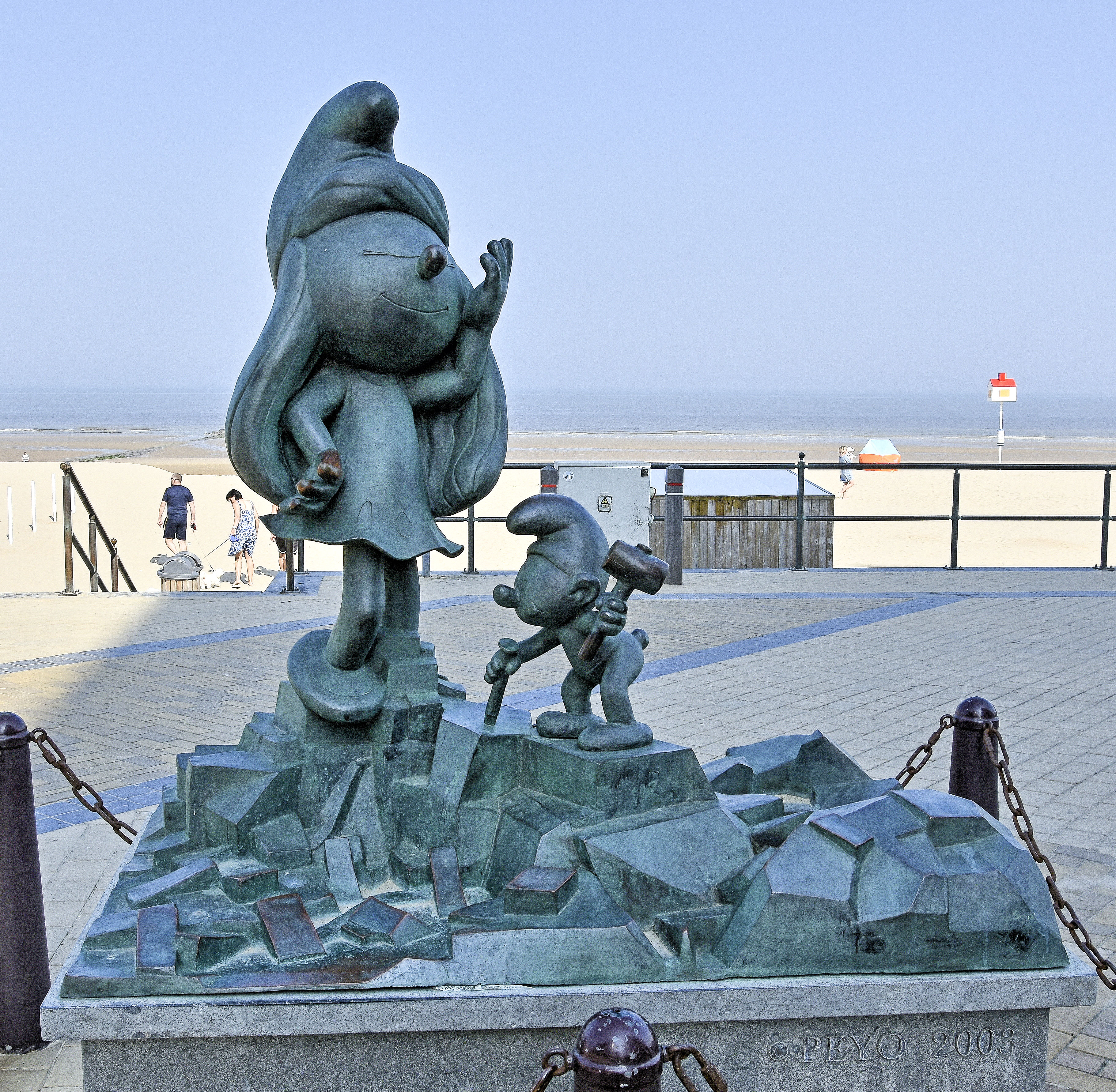
Smurfin standbeeld op de zeedijk van Middelkerke
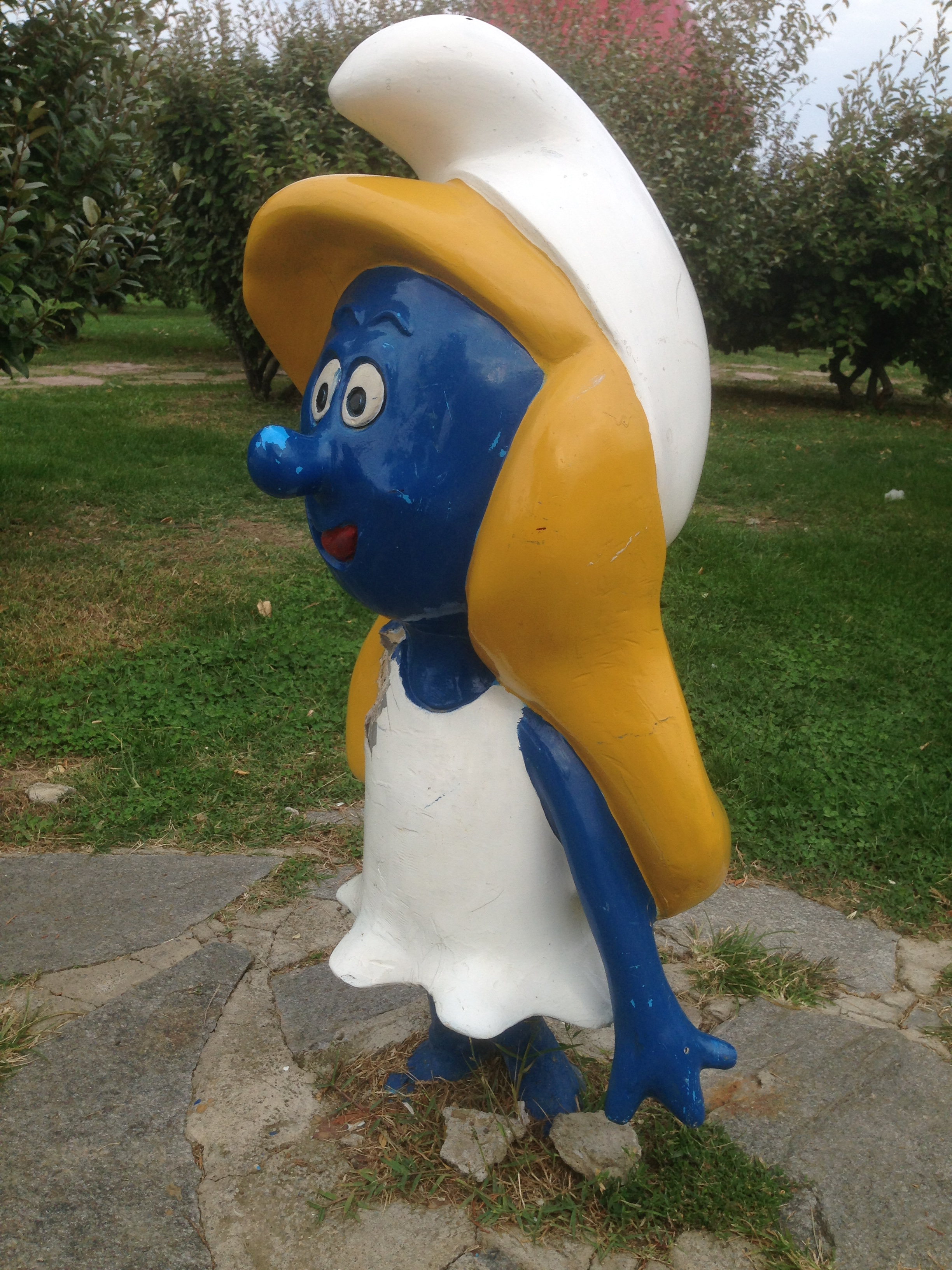
Smurfin-standbeeld in Samsun, Turkije